# Euphlyctis mudigere
Euphlyctis mudigere ist eine Amphibienart aus der Familie der Dicroglossidae.

## Beschreibung
Euphlyctis mudigere ist eine kleine Euphlyctis-Art. Die Weibchen sind bislang nicht bekannt. Die Körperlänge der Männchen beträgt 28,1 bis 34,8 Millimeter. Von Euphlyctis hexadactylus und Euphlyctis aloysii unterscheidet sich die Art durch ein einfaches Streifenmuster auf der Hinterseite des Oberschenkels sowie durch stumpf eingeschnittene Schwimmhäute. Verglichen mit Euphlyctis cyanophlyctis sind die Finger im Verhältnis zur Körperlänge kürzer. Die Paarungsrufe dauern im Mittel 1,3 Sekunden und bestehen aus ungefähr 16 Impulsen mit einem dominanten Frequenzband von ungefähr 1,5 kHz. Im Vergleich mit Euphlyctis cyanophlyctis und Euphlyctis hexadactylus sind die Rufe länger, bestehen aus mehr Impulsen und einem niedrigeren dominanten Frequenzband.

## Vorkommen
Die Art ist bislang nur von Mudigere, Karnataka, Indien, bekannt.

## Systematik
Euphlyctis mudigere wurde 2009 von S. Hareesh Joshy, Mohammad Shaiqul Alam, Atsushi Kurabayashi, Masayuki Sumida und Mitsuru Kuramoto erstbeschrieben. Der Name leitet sich von der Typlokalität, Mudigere, ab.

## Belege
- S. H. Joshy, M. S. Alam, A. Kurabayashi, M. Sumida, M. Kuramoto: Two new species of the genus Euphlyctis (Anura, Ranidae) from southwestern India, revealed by molecular and morphological comparisons. Alytes, Paris 2009, 26, S. 97–116.